# جيسيكا ألبا
جيسيكا ألبا (بالإنجليزية: Jessica Alba)‏ ماري (ولدت في 28 أبريل 1981) ممثلة أمريكية ظهرت في التلفزيون والأفلام. وقد بدأت ظهورها على التلفزيون والسينما في سن 13 في معسكر مجهول المكان والعالم السري لأليكس وماك (1994). لكنها ارتقت إلى النجومية بأدائها لدور البطولة في المسلسل التلفزيوني الأمريكي ملاك الظلام (2000-2002). ظهرت ألبا لاحقا في أفلام مختلفة منها العسل (2003)، سين سيتي (2005)، فانتاستيك فور (2005)، معجب بالزرقة (2005)، فانتاستيك فور 2 وحظا سعيدا تشوك على حد سواء في عام 2007.
كثيرا ما ظهرت ألبا في قائمة «أجمل 100 امرأة» في مجلة ماكسيم، وفي موقع AskMen.com / تم التصويت لها بالرقم واحد على قائمة «أفضل 99 امرأة» في عام 2006، فضلا عن «أكثر النساء إثارة في العالم» على مجلة FHM في عام 2007. حصلت ألبا على جوائز مختلفة تقديرا لتمثيلها، بما فيها جوائز اختيار المراهقين وجائزة زحل جائزة غولدن غلوب لأفضل ممثلة تلفزيون في سلسلة ملاك الظلام.

## بدايات حياتها
ألبا ولدت في بومونا، كاليفورنيا لكاثرين ألبا (اسمها عائلتها ينسن) ومارك ألبا. والدتها من أصل دانماركي وفرنسي كندي ووالدها من أصل مكسيكي أمريكي (وكلا والديها ولدا في ولاية كاليفورنيا).، ولديها شقيق أصغر هو جوشوا. وبسبب عمل والدها في القوات الجوية وانتقلت الأسرة إلى بيلوكسي، ميسيسيبي، وديل ريو، تكساس قبل أن تستقر في كاليفورنيا عندما كان عمر ألبا تسع سنوات. وكانت ألبا قد وصفت نفسها أنها أتت من عائلة لاتينية كاثوليكية محافظة، وأنها كانت مساندة للحركات النسوية من سن الخامسة.
اتسمت حياة ألبا في وقت مبكر بالأمراض البدنية وأنها كانت تعاني من انهيار رئوي، وكانت ذات الرئة تصيبها 4-5 مرات في السنة، وتمزق الزائدة الدودية وأكياس اللوزتين. كانت ألبا معزولة عن غيرها من الأطفال في المدرسة لأنها كانت في المستشفى حتى أن الكثيرين لم يعرفوها بشكل كافي. وكانت ألبا تعاني من الربو منذ طفولتها. وساهم انتقال عائلتها المتكرر في عزلتها عن نظرائها. وقد اعترفت أيضا أنها عانت من الوسواس القهري خلال الطفولة. وتخرجت من المدرسة الثانوية في سن 16 عاما،  وبعد ذلك دخلت معهد أتلانتيك ثياتر كومباني.

## مهنة
أبدت ألبا اهتمامها بالتمثيل منذ سن الخامسة. وفي عام 1992، أقنعت ألبا ذات 11 عاما والدتها لاصطحابها إلى مسابقة تمثيل في بيفرلي هيلز، وكانت الجائزة الكبرى دروس تمثيل مجانية. وفازت ألبا بالجائزة، وأخذت أول دروس في التمثيل. ووقع وكيل معها بعد تسعة أشهر. أول ظهور لها كان في دور صغير في فيلم العام 1994 معسكر لا مكان بدور غيل. وكانت في الأصل قد تعاقدت للعمل لمدة أسبوعين ولكنه امتد لشهرين بعد أن أخذت الدور الرئيسي عندما انسحبت إحدى الممثلات الرئيسيات.

## الأعمال
- 1999: لم تقبل من قبل (الدور: كيرستن)
- 2003: القاموس النائم
- 2005: مدينة الخطيئة (الدور: نانسي كالاهان)
- 2005: أربعة مذهلون
- 2007: حبلت
- 2007: أربعة مذهلون: ظهور المتزلج الفضي
- 2007: مستيقظ
- 2007: حظا سعيدا تشاك
- 2007: العشرة
- 2008: العين
- 2008: مقابلة بيل
- 2008: غورو الحب
- 2010: عيد الحب
- 2010: القاتل بداخلي
- 2010: ماشيتي
- 2013: علامة غير مرئية
- 2014: صغار عائلة فوكرز
- 2013: أطفال جواسيس: كل الوقت في العالم
- 2013: الهروب من كوكب الأرض
- 2013 : ماشيتي يقتل
- 2014 : مدينة الخطيئة: سيدة لتقتل من أجلها
- 2015 : سم كايند أوف بيوتفل